# Vairocana

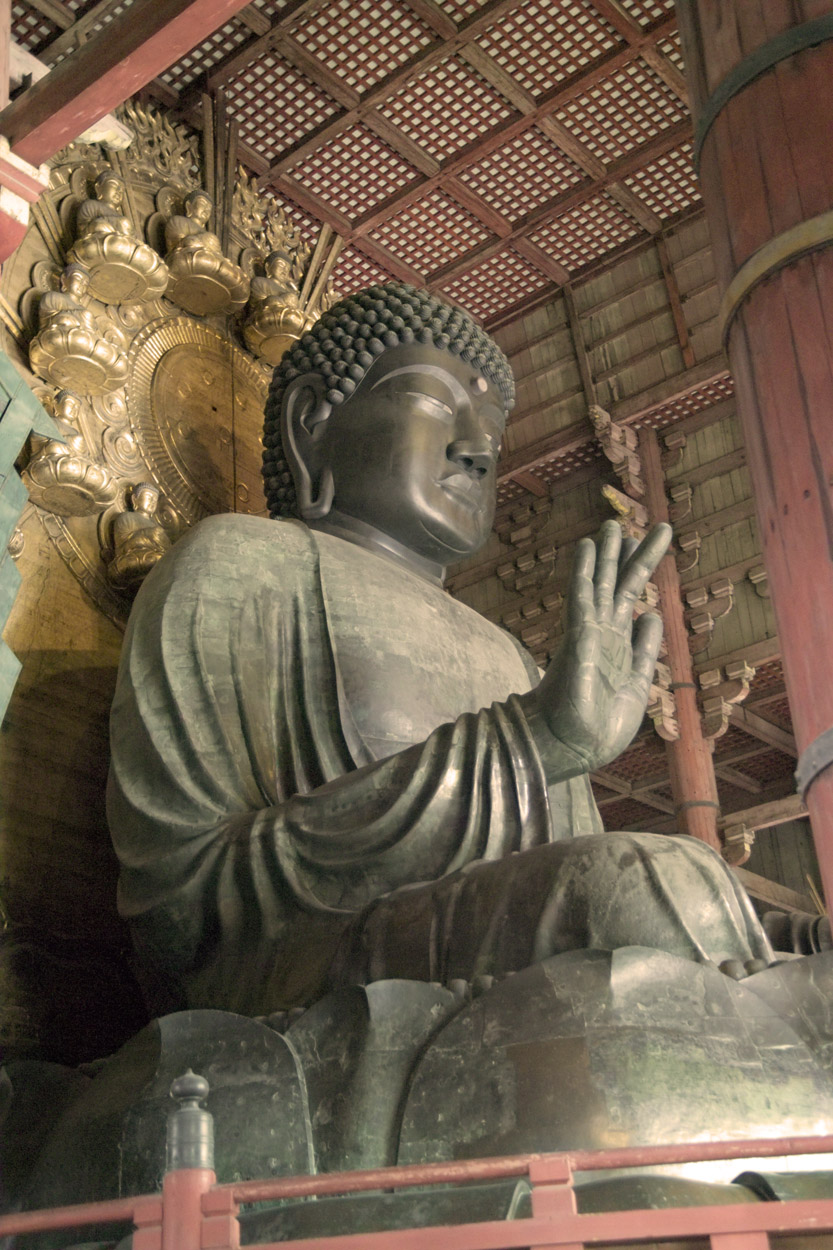
O statuie a lui Buddha Vairocana din Japonia.

Vairocana este unul dintre Cei Cinci Buddha ai Înțelepciunii . El mai este numit și Buddha al Adevărului absolut , mai ales în cultura populară a Asiei de Est. Este văzut ca o reîncarnare a primului Buddha, identificat cu soarele, ca centru al Universul. 
Este venerat în mod deosebit în nordul Chinei , în sectele budiste ale școlii Yogacara . Conform legendei sanscrite , Vairocana ar fi fost un mare învățat care trăia în India în secolul al VIII-lea î.Hr. Uneori , este identificat cu faimosul călugăr japonez Kūkai (774-835 d.Hr) fondatorul sectei Shingon după ce a vizitat și s-a instruit în China . De asemenea, este unul dintre cei mai importanți Buddha, fiind considerat în cele mai multe secte budiste ca fiind Buddha Suprem.